# Hellevoetsluis

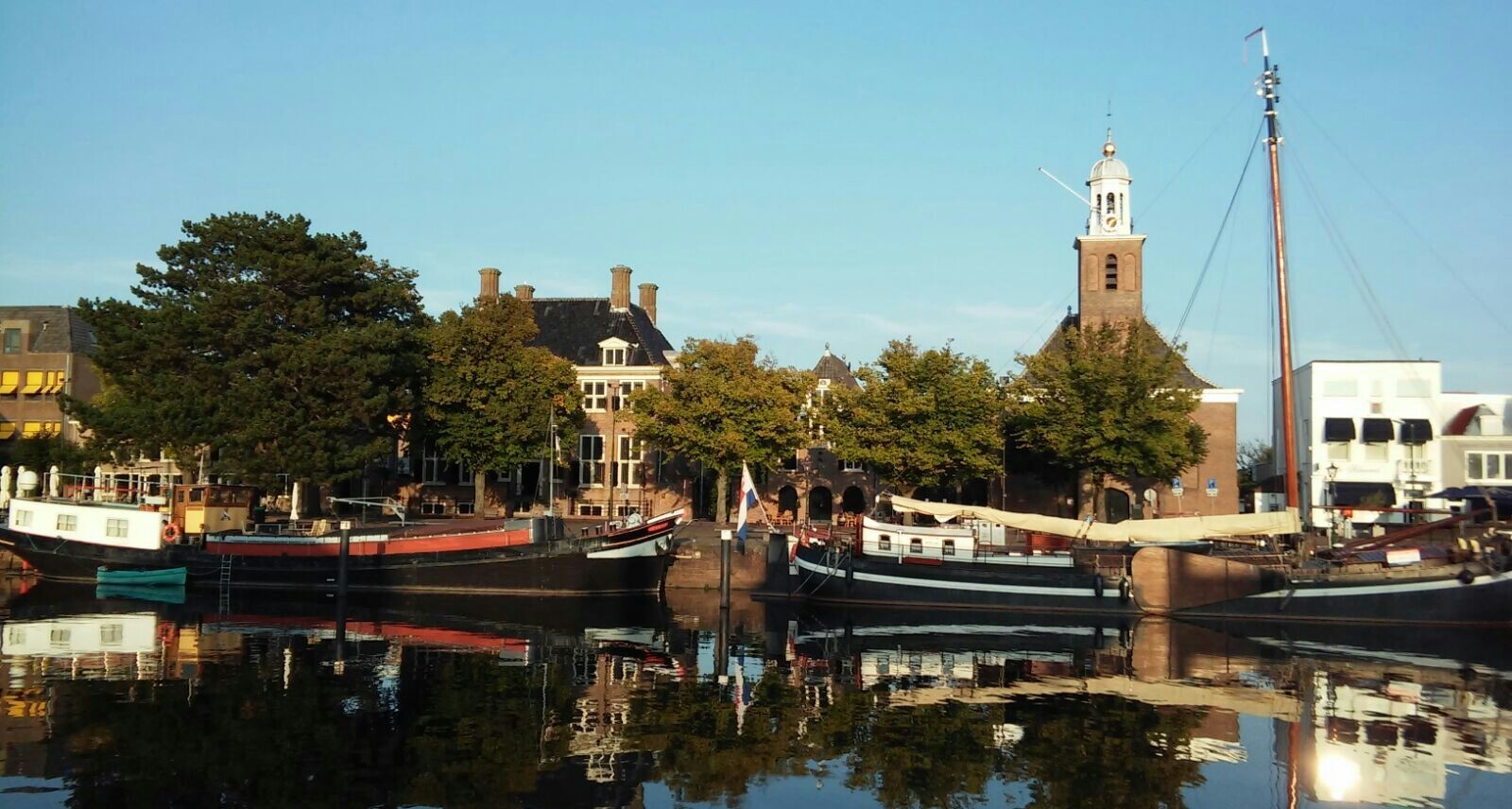
Hamnen i Hellevoetsluis.

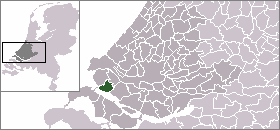
Lägeskarta

Hellevoetsluis är en kommun i provinsen Zuid-Holland i Nederländerna. Kommunens totala area är 46,14 km² (där 14,57 km² är vatten) och invånarantalet är på 40 164 invånare (2004).